# تپه بانی ۲
تپه بانی ۲ مربوط به سدهٔ ۸–۶ ه.ق است و در شهرستان ارومیه، بخش سیلوانه، دهستان ترگور، ۵۵۰ متری غرب روستای بانی واقع شده و این اثر در تاریخ ۲۵ آبان ۱۳۸۷ با شمارهٔ ثبت ۲۳۵۳۵ به‌عنوان یکی از آثار ملی ایران به ثبت رسیده است.